# Eucharius Rösslin der Ältere
Eucharius Rösslin (Roslin, Rößlin), a veces conocido como Eucharius Rhodion (ca. 1470 – 1526) fue un médico germano autor de un libro sobre el parto llamado Der Rosengarten (El jardín rosa), en 1513, que se convirtió en un texto médico estándar para enfermeras obstétrico-ginecológicas.

De partu hominis, & quae circa ipsum accidunt, libellus D. Eucharii Rhodionis, medici. - Parisis : apud Ioannem Foucher in via Iacobea, 1538. - 91, [1] c. : ill.; 8º.

Fue boticario en Friburgo antes de ser electo médico de la ciudad de Fráncfort en 1506; y luego en la ciudad de Worms al servicio de Catalina, mujer de Enrique IV duque de Brunswick-Wolfenbüttel. Mientraba examinaba y supervisaba a las parteras de la ciudad, se encontró con una práctica de ser descuidadas y deficiente en asepcia, lo que llevaba a alta mortalidad infantil. Así, escribió un libro, publicándolo en Estrasburgo; y lo hizo en idioma alemán, haciéndolo muy popular; incluía grabados de Martin Caldenbach, un alumno de Albrecht Dürer. En esas ilustraciones, del Der Rosengarten dio por primera impresiones de la camilla de parto y las posiciones de los fetos en el útero.
A pesar de sus observaciones directas de las parterías de Worms, Rosslin incorporó la información obtenida de los escritores de la antigüedad como Mustio y Sorano de Éfeso. En el prólogo en verso al texto, Rosslin enfatiza la importancia del rol masculino en la reproducción y culpa a las parteras que, «por negligencia y descuido [...] destruyen a los niños a lo largo y ancho». Amenaza a las parteras con la advertencia de que Dios las llamará a la cuenta. «Y a las no parteras que le he pedido / ¿Podría decirme algo de su tarea? / yo me quedo con mi educación médica».
El libro fue un éxito inmediato. Se publicó en idioma inglés en 1540 como The Birth of Mankind. Para mediados del siglo XVI, había sido traducido a todos los principales idiomas europeos y pasó por muchas ediciones.
Rösslin regresó a su trabajo en Frankfurt en 1517, permaneciendo en tal cargo hasta su deceso en 1526.
Su hijo, Eucharius Rösslin el joven, sucedió a su padre como médico de la ciudad. Escribió un texto sobre minerales y su uso, y publicado con traducción al latín del libro de su padre De partu Hominis en 1532.

## Der Rosegarten
Y cuando el tiempo de labor viene, in the same stoole ought to be put many clothes or crows in the backe of it, the which the midwife may remove from one side to another, according as necessity shall require. The Midwife her selfe shall sit before the labouring woman, and shall diligently observe and waite, how much, and after what meanes the child sitrreth itselfe: also shall with hands, first anoynted with the oyle of almonds or the oyle of those white lillies, rule and direct everything as shall seeme best.

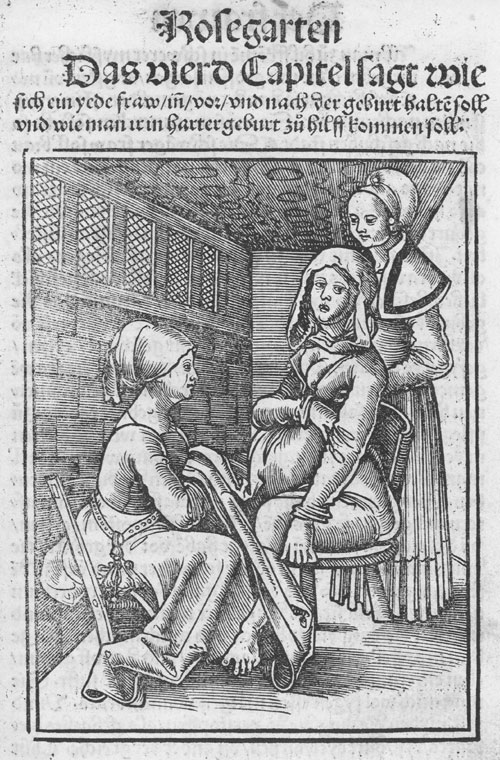
Ilustración en el 4.º capítulo. Una mujer dando a luz en una silla de parto.

Asimismo, la partera debe instruir y consolar a las parturientas, no sólo con refrescante bebida y buena comida, sino también con palabras dulces, dándole esperanza de una liberación, alentádolas a la paciencia y la tolerancia, la licitación que se celebrará en la respiración lo más que puede, también acariciando suavemente con las manos sobre el vientre, por que nos ayuda a no deprimir el nacimiento.

## Otras publicaciones
- eucharius Rösslin, thomas Raynalde. 1545. The byrth of mankynde: otherwyse named The womans booke. Ed. Tho. Raynalde. 324 pp.